# Masali Baduza
Masali Baduza, née en 1997, est une actrice sud-africaine. Elle est surtout connue pour son rôle de Sephy Hadley dans le drame de la BBC Noughts + Crosses, nommée étoile montante et à surveiller par la Royal Television Society.

## Biographie
La plus jeune de six enfants, Baduza est originaire d'East London, Eastern Cape. Elle est bilingue, parlant le xhosa et l'anglais. Elle suit sa formation au campus de Los Angeles de la New York Film Academy et obtient un diplôme d'associé en 2016,.
Baduza commencé sa carrière principalement au théâtre et apparait dans le thriller policier sud-africain Trackers, qui était l'émission la plus performante de M-Net en 2019,.

## Filmographie
| Année          | Titre                        | Personnage           | Remarques         |
| -------------- | ---------------------------- | -------------------- | ----------------- |
| 2019           | Traqueurs                    | Thandi Makebé        | 3 épisodes        |
| 2019           | Café Bhai                    | Thandi               |                   |
| 2019           | Le combattant                | Lérato               | Court métrage     |
| 2020 – présent | Zéros + Croix                | Sephy Hadley         | Le rôle principal |
| 2021           | Massacre de la soirée pyjama | Jeune Trish Deveraux |                   |
| 2022           | La femme roi                 | Fumbé                |                   |
| 2024           | La Chronique des Bridgerton  | Michaela Stirling    | saison 3          |